# Jean-Alexandre-Fritz Cauboue
Jean-Alexandre-Fritz Cauboue, francoski general, * 1885, † 1971.